# Кибитоке (провинция)
Кибитоке е една от 18-те провинции на Бурунди. Намира се в северозападната част на страната и обхваща територия от 1635 km2. Столица е едноименният град Кибитоке. 

## Общини
Провинция Кибитоке включва шест общини:
- община Буганда
- община Букинаняна
- община Мабайи
- община Мугина
- община Мурви
- община Ругомбо